# 阿姆贾德·汗·尼亚齐
穆罕默德·阿姆贾德·汗·尼亚齐上將，现任巴基斯坦海军参谋长。
他于2020年10月7日接替扎法·马合木·阿巴斯担任海军参谋长。他之前曾担任海军参谋长的首席秘书和海军情报局局长，此外还指挥2艘佐勒菲卡尔级巡防舰。
尼亚齐于1985年在巴基斯坦海军作战分部服役，在卡拉奇的巴基斯坦海军学院完成初步训练后，还获得了该校最高奖项荣誉之剑。之后为了进一步深造，他两次来到中国留学并拿下的北京航空航天大学的水下声学硕士学位。因此尼亚齐个人对海军的理解深受中国影响。
之后中国与巴基斯坦在海军方面的合作也日益加强，最典型的代表就是中巴F-22P项目。当时巴基斯坦受印度海军的压制，向外求购军舰，而中国拿下订单。中国结合自己的造舰经验，为巴基斯坦海军打造F-22P型护卫舰，而尼亚齐便是F-22P项目巴方代表团团长。 
尼亚齐还担任过两艘塔里克级驱逐舰“塔里克”号(PNS Tariq DDG-181)和“北斗”号(PNS Badr DDG-184)的舰长，第18驱逐舰中队指挥官，“巴哈杜尔”海军训练营的指挥官和位于拉合尔的巴基斯坦海军战争学院/旁遮普中部指挥官等。